# بوفالورا سوپرا تیچینو
بوفالورا سوپرا تیچینو (به ایتالیایی: Boffalora sopra Ticino) یک کومونه در ایتالیا است که در استان میلان واقع شده‌است.

## خصوصیات
بوفالورا سوپرا تیچینو ۷٫۵ کیلومترمربع مساحت و ۴٬۳۱۳ نفر جمعیت دارد و ۱۲۰ متر بالاتر از سطح دریا واقع شده‌است.